# Antena parabòlica

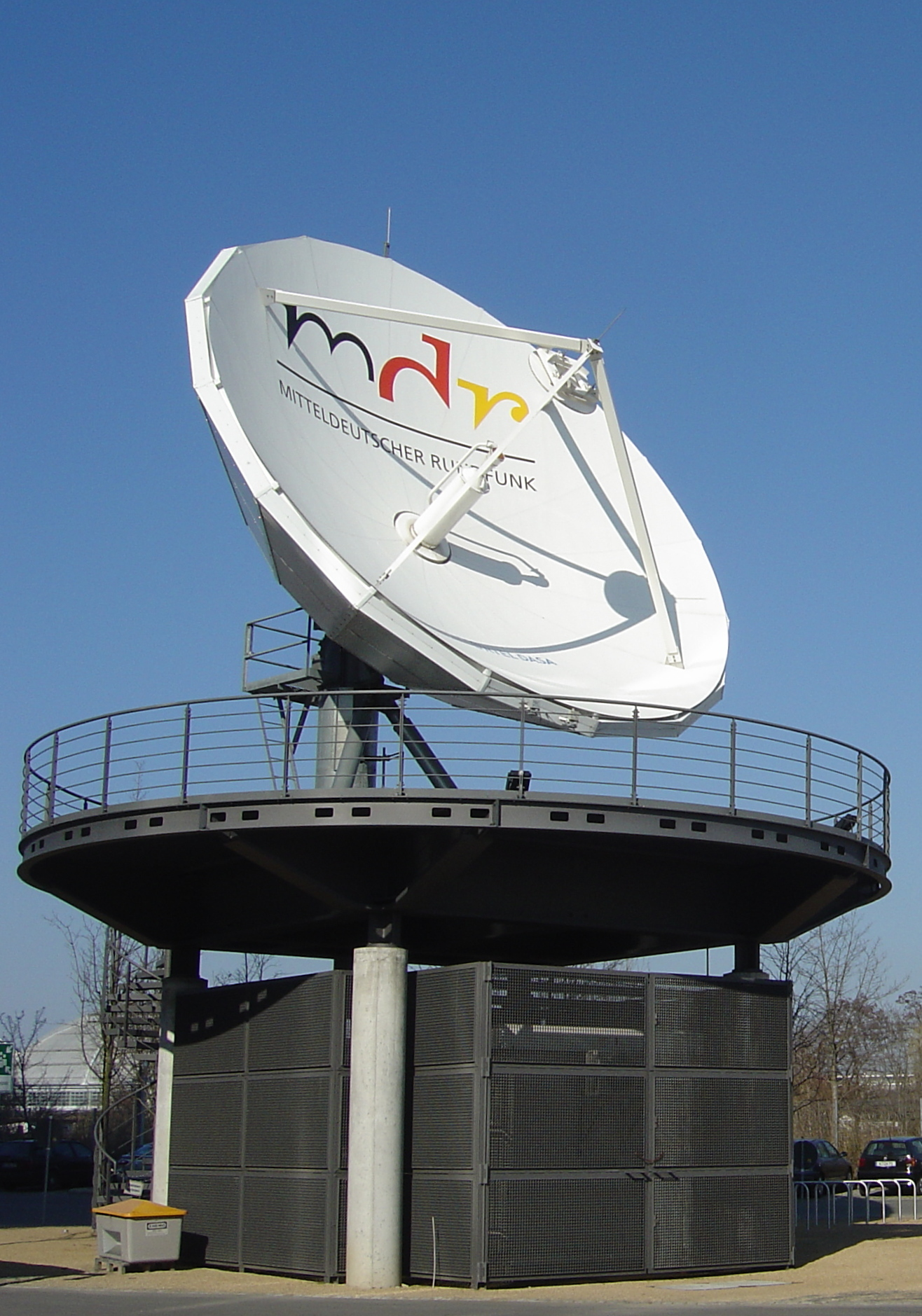
Una antena parabòlica

Una antena parabòlica és una antena reflectora d'alt guany, utilitzada en emissions i recepcions en radiocomunicació (freqüències de UHF i SHF), televisió per satèl·lit, telecomunicacions de dades i també per radar. Consisteix generalment en un reflector amb un mòdul estimulador o receptor. La longitud d'ona relativament curta d'energia electromagnètica a aquestes freqüències permet que els reflectors tinguin diverses mides que les fan ideals per transmetre i rebre en múltiples usos. El principal avantatge d'aquestes antenes és la seva facilitat de direccionament.

## Funcionament

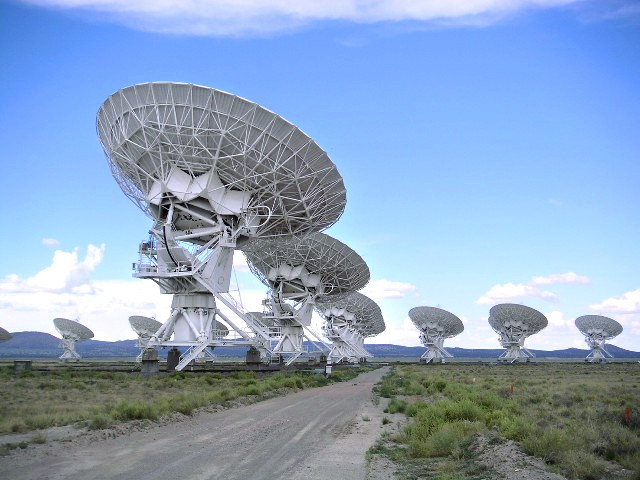
Un dels conjunts d'antenes parabòliques de radio més gran del món (cortesia de NRAO/AUI)

El reflector és un paraboloide de revolució, metàl·lic i truncat en un marge circular que forma el disc de l'antena. Aquest paraboloide posseeix un punt focal precís que té la característica reflexiva de les paràboles, en què una font o un receptor de radiació situat en el focus de la paràbola produeix un raig de llum paral·lel alineat amb l'eix de revolució.
Normalment aquestes antenes son del tipus de baix guany en recepció, com per exemple l'antena dipol. En dissenys més complexos, com l'antena reflectora de Cassegrain, on s'utilitza un subreflector per dirigir l'energia al reflector parabòlic de l'antena d'alimentació situada lluny del punt focal primari. L'alimentació de l'antena està connectada a la radiofreqüència associada (RF) que rep o transmet l'equip per mitjà d'una línia de transmissió de cable coaxial o d'una guia d'ona buida.

### Guany
Si considerem l'antena parabòlica com una obertura circular, proporciona la següent aproximació al guany màxim:
{\displaystyle G\approx \pi ^{2}D^{2}}
o bé
{\displaystyle G\approx 9.87D^{2}}
on la
G és el guany en potència de l'antena isotropita.
D és el diàmetre del reflector en longitud d'ona
Amb l'aparició de la televisió per satèl·lit, les antenes parabòliques han esdevingut un element més del paisatge urbanístic, suburbà i rural.
També enllaços de microones terrestres, com ara entre dues estacions base de telefonia mòbil, i aplicacions sense fils WAN/LAN han fet proliferar aquest tipus d'antena.

## Tipus d'antenes parabòliques
Atenent a la superfície reflectora, poden diferenciar diversos tipus d'antenes parabòliques, els més estesos són els següents:
- L'antena parabòlica de focus centrat o primari, que es caracteritza per tenir el reflector parabòlic centrat respecte del focus.
- L'antena parabòlica de focus desplaçat o offset, que es caracteritza per tenir el reflector parabòlic desplaçat respecte del focus. Són més eficients que les parabòliques de focus centrat, perquè l'alimentador no fa  ombra  sobre la superfície reflectora.
- L'antena parabòlica Cassegrain, que es caracteritza per portar un segon reflector prop del seu focus, el qual reflecteix l'ona radiada des del dispositiu radiant cap al reflector en les antenes transmissores, o reflecteix l'ona rebuda des del reflector cap al dispositiu detector en les antenes receptores.
- Antenes de focus primari, també anomenades antenes paraboidals. La superfície de l'antena és una paràbola de revolució amb l'alimentador en el focus.

### Tipus d'antenes parabòliques per a la recepció de via satèl·lit
- Individual: Direct To Home (DTH).[3]
- Col·lectiva: Satellite Màster Antenna Television (SMATV).[3]

#### Dispositius utilitzats per a la recepció de TV Digital
Per Espanya sol estar compost per un disc de 80 cm offset, LNB universal, connectors F per cable T100 (dues unitats) i receptor per a canals digitals lliures (FTA).

#### Satèl·lits de televisió
Satèl·lits que emeten en obert (lliure) per la península ibèrica: Astra, Hispasat 30W-6, HotBird 13 i HotBird 13B, Bard 4, Eutelsat i Türksat.

## Utilització d'antenes parabòliques
Entre els sistemes que utilitzen antenes parabòliques destaquen els següents:
- Satèl·lit de comunicacions.
- Radiotelescopia
- Microones
- Radar